# Achille Sfondrini
Achille Sfondrini (* 1. Februar 1834 oder 1836 in Mailand; † 7. Februar 1900 ebenda) war ein italienischer Architekt.

## Leben
Sfondrini besuchte die „Scuola reale superiore“ (ehemals Scuola tecnica – Technische Schule) in Mailand. Im Jahr 1853 legte er die Vorprüfung für das Studium der Mathematik und für Ingenieure und Architekten an der Universität Pavia ab. Er wurde zunächst aufgenommen, dann jedoch, aufgrund seiner politischen Ansichten, ausgewiesen. So nahm er 1856 sein Studium an der „Scuola di applicazione di Padova“ wieder auf und setzte es bis 1860 an der Universität von Parma fort, wo er seinen Abschluss machte. Nach dem Architekturstudium spezialisierte er sich auf den Bau oder Umbau von Theaterhäusern. Sein bekanntestes Gebäude ist das Teatro dell’Opera di Roma.
Auszeichnungen
- Ordine dei SS. Maurizio e Lazzaro
- Ordine della Corona d’Italia per Dekret vom 23. Dezember 1880[4]

## Bauten
- Nationalbad in Mailand (1869)
- Teatro Cancano, Mailand (Umbau, 1872)
- Teatro Pavia, Mailand (Umbau, 1878)
- Teatro dell’Opera di Roma, Rom (1878–1880, als „Teatro Costanzi“)
- Teatro Tito, Rieti (1883)
- Teatro Verdi, Padua (1884)
- Teatro Lirico, Mailand (Umbau, 1894)
- Teatro Kursaal, Lugano (1896)